# Moudjbar
Moudjbar (în arabă مجبر) este o comună din provincia Médéa, Algeria.
Populația comunei este de 5.428 de locuitori (2008).